# Tom Dooley (cầu thủ bóng đá)
Thomas Edward Dooley (15 tháng 12 năm 1914 – 1975) là một cầu thủ bóng đá người Anh. Là một right half, ông thi đấu cho câu lạc bộ quê nhà, Accrington Stanley. Ông cũng từng đầu quân cho Blackpool, nhưng không đá cho đội chính, và Rochdale.